# 蓮花環蛺蝶
蓮花環蛺蝶（學名：Neptis hesione），又名花蓮三線蝶、朝倉三線蝶、齒紋環蛺蝶。

## 描述
本種為中型蛺蝶，雌雄外型相似，雌蝶翅幅略寬，無明顯二型性。
雄蝶特徵：
頭部黑褐，觸角末端扁平略膨，末段三分之二裸露。口器褐色，下唇鬚白色、背面黑褐。胸背褐色，腹面白色。足白、末端泛褐；前足跗節癒合呈針狀並具毛。腹背褐、腹面白。
翅形與斑紋：
- 前翅長25-30 mm，外型三角形，前緣近直，外緣略凸，翅頂鈍。
- 後翅圓形或扇形，外緣略呈鋸齒狀，翅脈末端微凸。

翅背底色黑褐，有明顯黃白或乳白斑紋與條帶：
- 前翅中室有一條白紋延伸至M2室，中央斑列呈三群分布，近翅頂有兩斑與一小點，中段及後側亦各有白斑，亞外緣具一列模糊白或灰白色細線。
- 後翅有三條帶紋：內側白帶直且明顯，外側白帶較細微彎，亞外緣有一條細灰帶；另有灰黃色線位於外側帶之外。

翅腹面：前翅底色赭褐，白斑排列與背面相似，外緣有數條細線。後翅有多條大小色澤不一的帶紋，包括白、乳黃、紅褐與黑褐色，內側白帶外緣常鑲暗邊，外側白帶呈蓮座狀，中間夾有一列紅褐斑點。翅基帶斑駁淺色紋。前後翅亞外緣有灰白線。
性標：雄蝶後翅背面前緣具灰色特化鱗。
緣毛：黑白相間。
雌蝶特徵與雄蝶相似，但無性標，前足跗節分節、具爪、無毛。

## 分佈
分布於華西、華東及臺灣；臺灣則見於本島低至中海拔山區。

## 棲地
棲息於常綠闊葉林，一年一代，成蝶活動於夏季，會吸食腐敗物與水分，並在林緣活動；幼蟲以桑科珍珠蓮為食，且以非休眠幼蟲越冬。